# Alchemilla semispoliata
Alchemilla semispoliata es una especie de planta del género Alchemilla, perteneciente a la familia Rosaceae.

## Taxonomía
Alchemilla semispoliata fue descrita por Serguéi Yuzepchuk en 1955.

## Distribución
Se encuentra en el territorio norte de la parte europea de Rusia.